# توليد الموجات الزلزالية
يُقصد بـ توليد الموجات الزلزالية توليد الموجات الزلزالية اصطناعيًا عن طريق أجهزة تولد الطاقة الزلزالية لتستخدم في المسوحات الانعكاسية والانكسارية. يمكن أن يكون المصدر الزلزالي بسيطًا، مثل الديناميت، أو يمكن ان يكون أكثر تطوراً، مثل البندقية الهوائية المتخصصة. يمكن أن توفر المصادر الزلزالية نبضات فردية أو نبضات متتابعة ومستمرة، مما يولد موجات زلزالية تنتقل عبر وسيط مثل الماء أو طبقات الصخور، ثم تنعكس بعض الأمواج وتنكسر وتُسجَّل بواسطة أجهزة استقبال، مثل الجيوفون أو الهيدروفون.